# Багацька сотня
Багацька сотня — адміністративно-територіальна одиниця і військовий підрозділ у складі Полтавського полку. Існувала з 1648 до 1782 року.

## Історія
Багацька сотня утворена наприкінці 1648 року. За «Реєстром» 1649 року увійшла до складу Полтавського полку. Протягом 1661–1663 років — у складі Кременчуцького, 1663—1665 рр. — Миргородського полків. У 1665—1672 роках — знову в Полтавському полку.
1672 року гетьман Іван Самойлович універсалом включив сотню до Миргородського полку, але після Бахчисарайського мирного договору з Османською імперією у 1681 році, для посилення південного кордону, знову повернув її до Полтавського полку.
Перед першим Кримським походом, на початку 1687 року, гетьман знову перевів Багацьку сотню до складу Миргородського полку, в адміністративному підпорядкуванні якого вона знаходилася надалі аж до ліквідації полково-сотенного устрою Лівобережної України у 1782 році, коли її територію включили у Миргородський повіт Київського намісництва.

## Населені пункти
- Сотенний центр: містечко Багачка, тепер — селище Велика Багачка, райцентр Полтавської області.
- село Злодіївка,
- село Решетилівочка.

За ревізією 1723 року за сотнею значиться лише містечко Багачка, а в Рум'япцевському описі 1765—1769 роках дані по сотні відсутні.

## Сотники
- Гужол Іван (1649),
- Гришута Іван (1659),
- Устименко Василь (1711),
- Василь Дмитрович (1713),
- Москаленко Андрій Степанович (1718—1741),
- Костенко Лаврін (1741, н.),
- Семенов Денис (1739, н.).